# ザマ
ザマ（Zama）とは、チュニジアの北部に位置する考古学遺跡である。紀元前202年10月19日、この地でローマとカルタゴが戦ったザマの戦いが行われた。大スキピオが率いるローマがハンニバルが率いるカルタゴを破って、第二次ポエニ戦争を終結させた。戦いの後、ここに数世紀間ローマの都市があった。